# Dan Constantin Coloros Mocănescu
Dan Constantin Coloros Mocănescu (n. 5 aprilie 1953, orașul Ploiești, județul Prahova) a fost un politician român, fost membru al Parlamentului României. Dan Constantin Coloros Mocănescu a fost ales deputat pe listele PRM dar în ianuarie 2005 a devenit deputat independent. S-a născut la Ploiești în 5 aprilie 1953. A fost absolvent al liceului „Mihai Viteazul” din localitate și al „Facultății de Arte” a Universității „Hiperyon” din București (specializarea regie de film și televiziune, la clasa profesorului Geo Saizescu). A fost colaborator al „Radioteleviziunii Române”, participînd la realizarea unor spectacole de teatru tv (printre care „Un tînăr mult prea furios” în regia Domniței Munteanu sau „Vulpea și strugurii” regizat de Nicolae Motric) și a unor emisiuni muzicale, pe de o parte iar pe de alta a unor filme artistice de lung metraj precum „Septembrie” și „Al patrulea stol”, ambele în regia lui Timotei Ursu. În anul 1981 a fondat (împreună cu Dan Șerban, Cristian Rusu, Dănuț Badea, Iulian Hodorog și Marius Bănică) grupul vocal-instrumental „Nimbus”, ale cărui producții muzicale vor fi inscripționate pe cd abia în anul 2012, cele 12 piese incluse făcînd obiectul albumului „Repetiție de concert”. Înainte de 1989 a lucrat ca vopsitor la Uzina Mecanică Plopeni pe ștatul de plată, el de fapt ocupându-se de domeniul cultural artistic al uzinei. A frecventat cenaclul literar I.L. Caragiale din Ploiești. După 1990 activitatea sa s-a diversificat, Dan Mocănescu implicîndu-se activ în mișcarea sindicală din România (co-fondator și secretar general al Sindicatului liber de la „Uzina Mecanică” din Plopeni și vicepreședinte al cartelului „Alfa”), iar în legislatura 2004 – 2008, a fost deputat independent în Parlamentul României.  În tot acest timp el și-a continuat prestațiile în sfera vieții cultural-artistice, fiind, pe rînd, director al teatrului „Pan” (sub egida ansamblului „Rapsodia Română”), director general al Studioului Cinematografic „Sahia Film” SA și organizator al primului festival național de umor „Festivalul veseliei”. În anul 2012 a regizat spectacolul de televiziune „Conu Leonida față cu reacțiunea” de Ion Luca Caragiale și a finalizat albumul „Repetiție de concert” al formației „Nimbus”. În anul 2014, cu puțin timp înainte de a muri i s-a tipărit romanul „Farul genovez”  iar post-mortem,  „Apusul și marea”(ambele cărți apărute la editura „Grafoanaytis” din Ploiești). A obținut un master în geo politică cu lucrarea „Inserții occidentale în Bazinul Mării Negre” iar pentru proiectele sale elaborate sub titulatura „Dunăre-Marea Neagră” privind unele aspecte referitoare la dezvoltarea economică și culturală a zonei, a primit (în anul 2013) diploma de „Ambasador Special al Regiunii Dunărene” oferită de „Casa Europei” și „Academia Română”. A decedat pe 14 iunie 2014 în Ploiești.